# Andrognathia plumosa
Andrognathia plumosa är en kräftdjursart som beskrevs av Jürgen Sieg 1983. Andrognathia plumosa ingår i släktet Andrognathia, överfamiljen Paratanaoidea, ordningen tanaider, klassen storkräftor, fylumet leddjur och riket djur. Inga underarter finns listade i Catalogue of Life.